# ブランドフォード・ストリート駅 (MBTA)
ブランドフォード・ストリート駅 (Blandford Street ) は、アメリカ合衆国マサチューセッツ州ボストンのマサチューセッツ湾交通局(MBTA)グリーン・ラインB線の路面電車停留場。ケンモア・スクエアから2ブロック西、ボストン大学東端近辺、コモンウェルス・アヴェニューの中央分離帯、シルバー・ウェイとブランドフォード・モールの接点に位置している。B線上下計2路線およびそれに沿った低いホームが両側にある。ケンモア駅でB線、C線、D線に分岐した後、B線下り方向最初の駅である。
ブランドフォード・ストリート駅はB線路面電車停留所で7番目に混雑する駅であり、平日平均約1,540人が利用している。2003年頃からグリーン・ラインの路面電車停留所のホームの多くが8型路面電車に対応して低く設計された車椅子対応であるのに対し、この駅での車椅子利用は困難となっている。

## 歴史

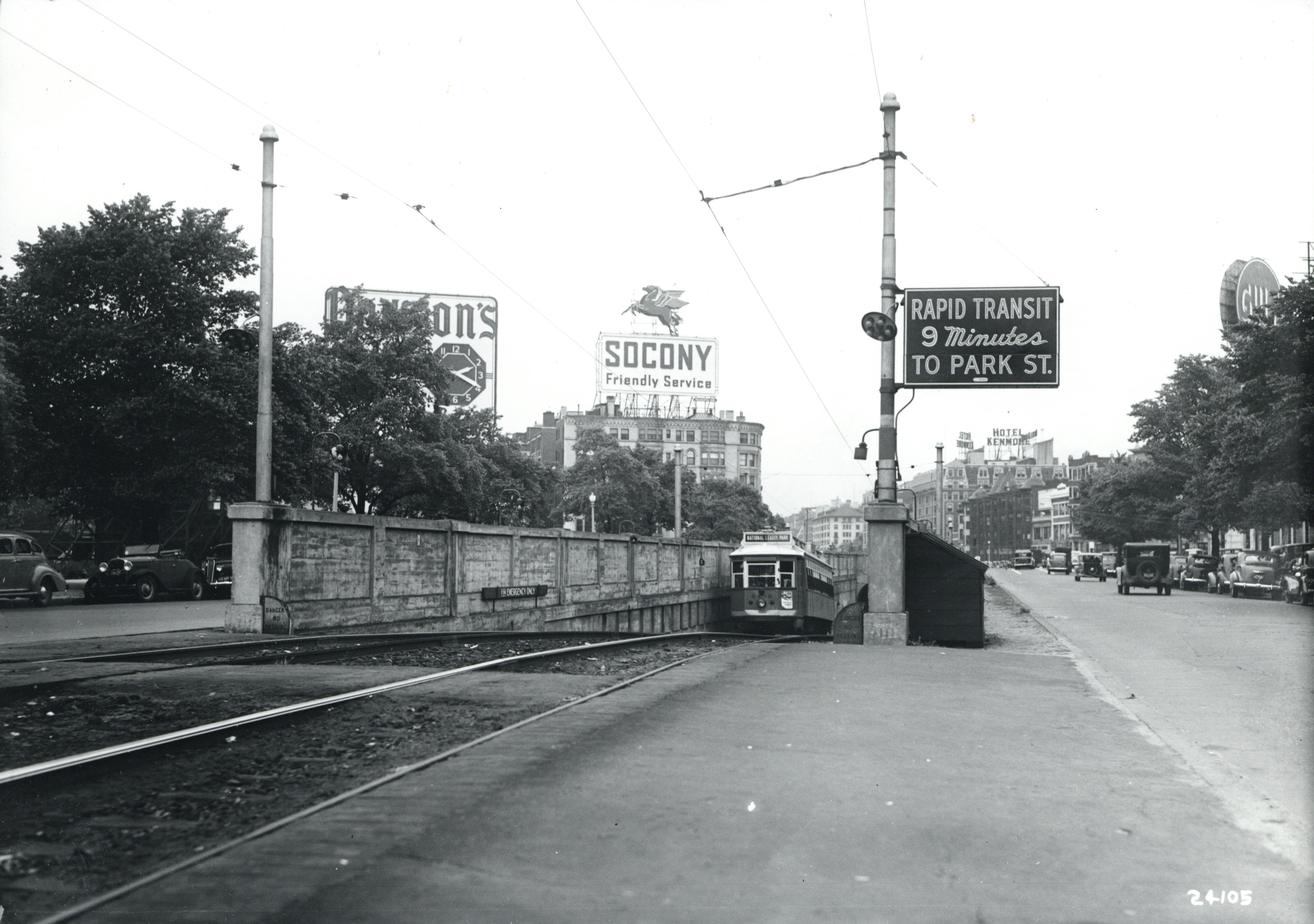
1943年、ブレーブス・フィールドに向かいブランドフォード・ストリート・ポータルから出る下り列車。

コモンウェルス・アヴェニュー線は当初1896年からのちのA線の1部として使用された。1914年10月3日、ボイルストン・ストリート地下鉄がケンモア・スクエア東のケンモア・ポータルに開業し、路面電車がトレモント・ストリート地下鉄トンネルに入り走行するようになった。1932年10月、ケンモア駅が建てられ、ブランドフォード・ストリート・ポータルがブランドフォード・ストリート東に建てられた。
それ以降、路面電車はブランドフォード・ストリートに停車している。しかしグリーン・ラインの他の路面電車停留所のように、ブランドフォード・ストリート駅も単なる停車場であって、地下鉄駅とは考えられていなかった。1980年代、3車両分のアスファルト製ホームが建てられ、その頃MBTA地下鉄路線図に別個の駅として登場した。
駅名につけられた「ブランドフォード・ストリート」はもう通り名には存在しない。2012年6月、ボストン大学は歩行者天国にするためカミントン・ストリートとハインズデイル・ストリートを買収した。2012年7月30日、ボストン大学はこれらの道路を車両通行止めにし、ブランドフォード・ストリートをブランドフォード・モールと改名したが、駅名は以前のままとなった。

### ポケット・トラック

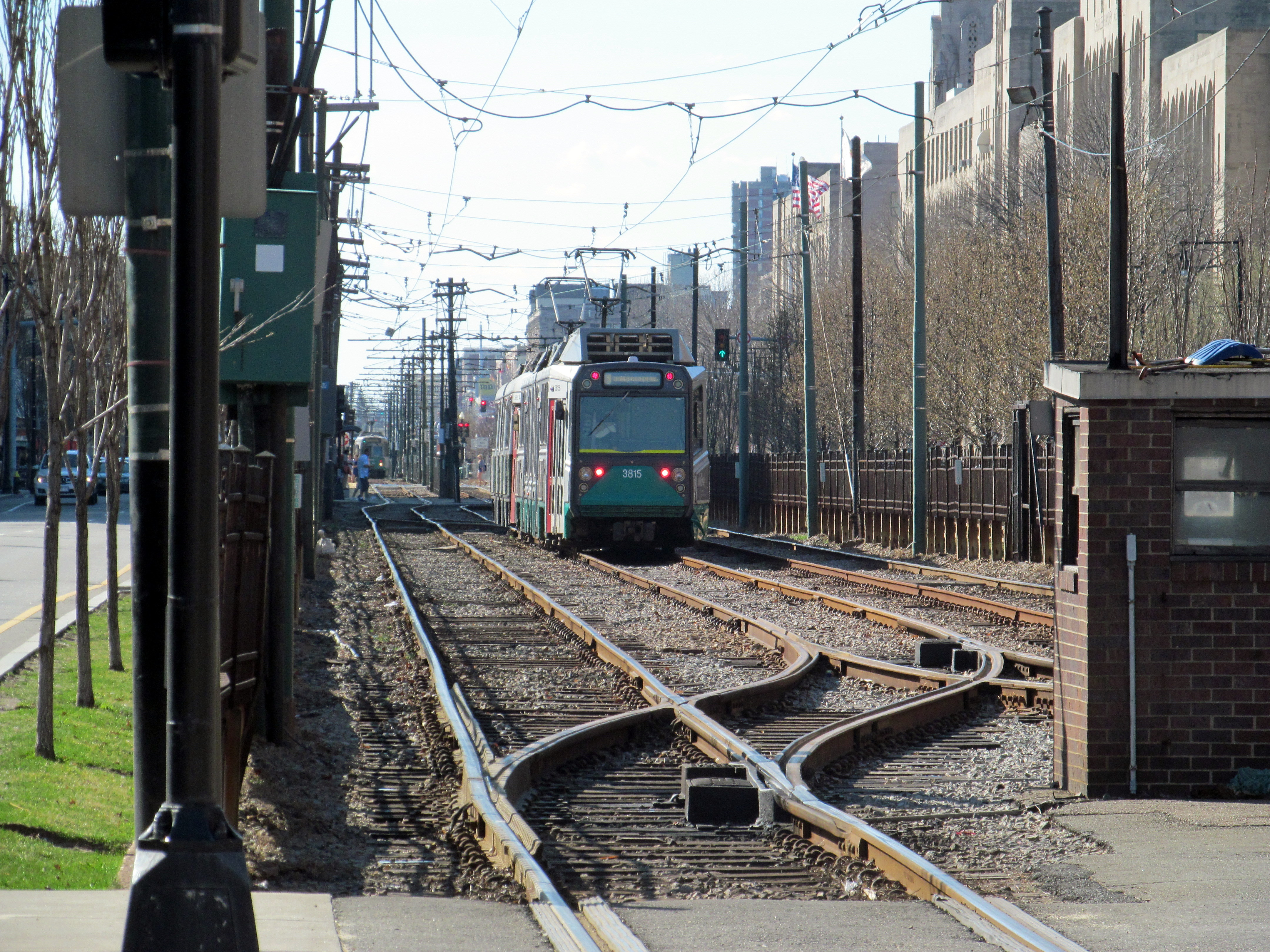
ポケット・トラックにいる電車

ポケット・トラックは駅西側、ブランドフォード・モールとグランディ・ストリートの間にある。C線にもD線にもポケット・トラックはなく、セントラル鉄道において最西にある、仕切られていないポケット・トラックとなっている。
日中あるいは夜間に待機場所として使用されることが多く、故障があった場合に一時的にここで待機する。ボストン・レッドソックスの試合またはフェンウェイ・パークでの大規模なイベントの際、増発電車がここで待機し、ケンモア駅からパーク・ストリート駅の間で運行する。2011年4月9日、試合後の試験運行が行なわれ、待機所として使用された。
B線が修理、事故、気候の問題により運休となった場合、セントラル地下鉄からの短縮ルートとして西端の折り返しとして使用されることもある。臨時列車として混雑時期に地下鉄の乗客をカバーするためブランドフォード・ストリート駅から運行することもある。1977年1月1日、この臨時列車が始まり、1982年7月24日から9月10日までC線の修理による運休のため増発された。1985年12月28日からのハンティントン・アヴェニュー地下鉄運休の間もブランドフォード・ストリート駅とリーチメア駅の間は通常運行された。1986年7月26日、臨時列車を再開し、12月26日、他のカットバックを使用し増発を開始した。1988年9月10日、臨時列車は大幅に減らされたが、2008年9月1日、ブランドフォード・ストリート駅から再び増発した。

## レイアウト
| 路面 | 相対式ホーム、右のドアがひらく | 相対式ホーム、右のドアがひらく                                |
| 路面 | 下り線                         | ← グリーン・ラインB線ボストン大学駅行き(次はボストン大学東駅) |
| 路面 | 上り線                         | → グリーン・ラインB線パーク・ストリート駅 (次はケンモア駅) →  |
| 路面 | 相対式ホーム、右のドアがひらく |                                                               |

## バスとの接続
57 ウォータータウン・ヤード駅 - ケンモア駅からコモンウェルス・アヴェニューおよびB線に沿ってニュートン・コーナー駅&ブライトン・センター・バス停留所を通り、ブランドフォード・ストリート駅に停車する。しかし双方の接続は一般的に近くのケンモア駅かパッカーズ・コーナー駅で行われる。